# Ammoniano
Ammoniano (greco: Ἀμμωνιανός, in latino Ammonianus; fl. V secolo) è stato un grammatico greco antico del V secolo d.C..

## Biografia
Era un parente e amico del filosofo Siriano e dedicò grande attenzione allo lo studio dei poeti greci. Di lui viene ricordato un gusto aneddoto: Ammoniano aveva un asino così appassionato all'ascolto della poesia da trascurare il cibo.